# Gmina Odsherred
Gmina Odsherred (duń. Odsherred Kommune) – gmina w Danii w regionie Zelandia.
Gmina powstała w 2007 roku na mocy reformy administracyjnej z połączenia gmin Dragsholm, Nykøbing-Rørvig i Trundholm.
Siedzibą władz gminy jest miasto Højby.